# Gyula Kertész
Gyula Kertész [ďula kertés] (29. února 1888 Kiskálna/Kalnica – 1. května 1982 New York), uváděný také jako Julius Kertész, byl židovsko-maďarský fotbalový útočník, reprezentant Maďarska a trenér.
Byl znám jako Kertész I, jeho mladší bratři Vilmos Kertész (Kertész II, 1890–1962) a Adolf Kertész (Kertész III, 1892–1920) byli také maďarskými fotbalovými reprezentanty. Jako Kertész IV je uváděn maďarský reprezentant Géza Kertész (1894–1945), který však s bratry Kertészovými spřízněn nebyl.

## Hráčská kariéra
Před první světovou válku hrál maďarskou ligu za MTK Budapešť, nejlépe se s ním umístil na druhé příčce.

### Reprezentace
Jednou reprezentoval Maďarsko, aniž by skóroval. Toto utkání se hrálo 5. května 1912 ve Vídni a domácí Rakousko v něm s Maďarskem hrálo nerozhodně 1:1 (poločas 0:1).

## Trenérská kariéra
Po skončení hráčské kariéry se stal trenérem. Vedl hamburské kluby SC Union 03 Altona a Victoria Hamburg, v letech 1928–1930 trénoval švýcarský klub FC Basilej. Poté se vrátil do Německa, kde působil v Hamburger SV a VfB Leipzig. V československé lize trénoval Teplitzer FK v ročníku 1935/36.